# Manuel Flickinger

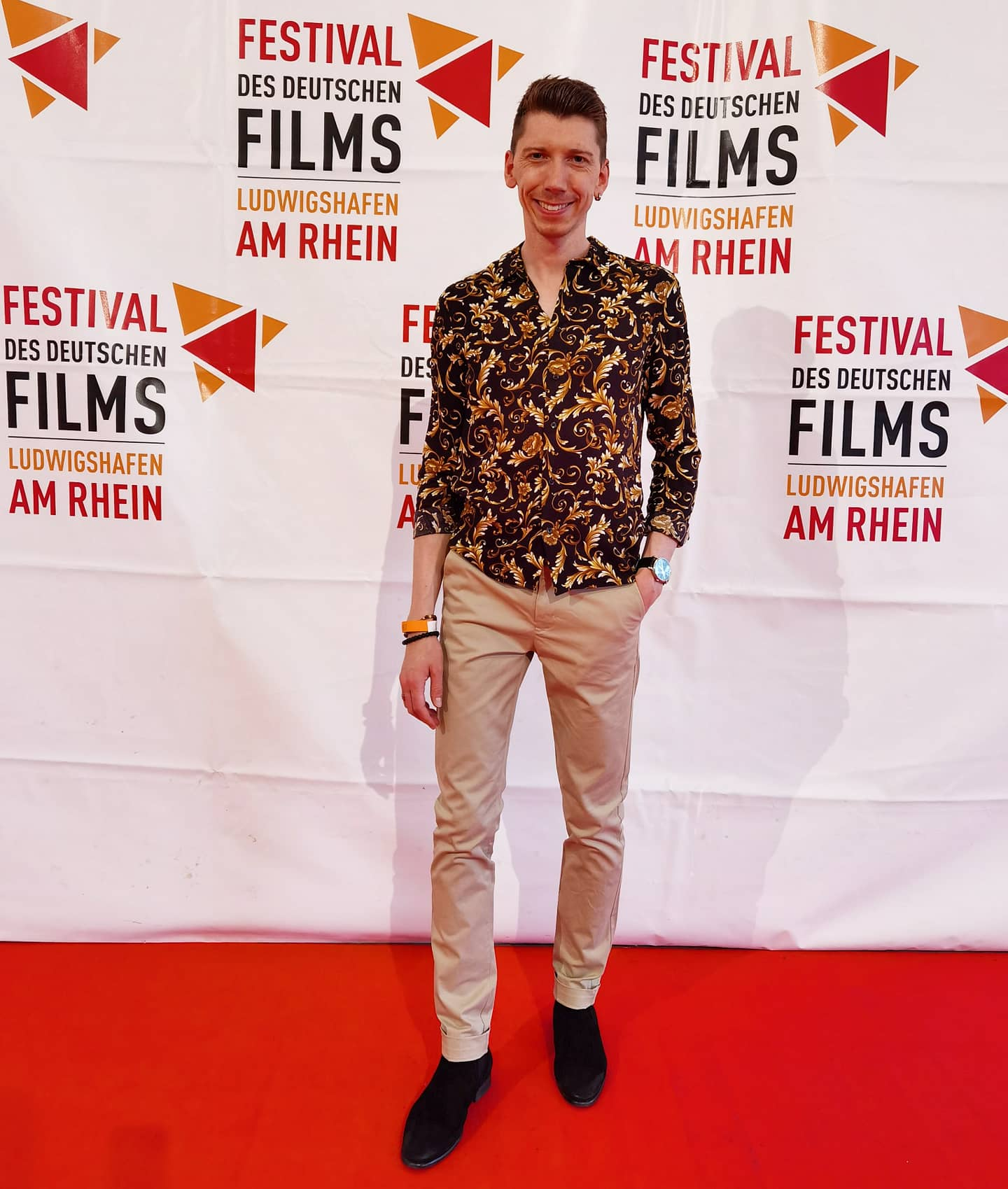
Manuel Flickinger (17. Festival des deutschen Films 2021)

Manuel Andreas Flickinger (* 11. Februar 1988 in Landstuhl) ist ein deutscher Reality-TV-Darsteller und LGBT-Aktivist, der 2019 durch die Teilnahme an der ersten Staffel der Datingshow Prince Charming von RTL+ bekannt wurde.

## Leben
Flickinger wuchs in der Pfalz auf. Er war Ministrant in der Katholischen Kirche St. Johannes der Täufer in Kirchenarnbach. Beruflich ist er, nach zweijähriger Ausbildung, seit 2008 als Justizfachwirt am Gericht in Ludwigshafen tätig. Flickinger lebt in Limburgerhof bei Ludwigshafen am Rhein.
Im Jahr 2019 hat er von der Sportschule Schöneck in Karlsruhe die Lizenz DOSB-Trainer C Breitensport in der Sportart Fitness-Aerobic erhalten und trainiert bereits seit 2017 ehrenamtlich die Mitglieder des mvd Sportverein Mannheim in der Fitnessabteilung. Des Weiteren hat er im Sportbereich von der BSA-Akademie in Saarbrücken folgende Lizenzen erworben: Gruppentrainer-B-Lizenz (2015), Kursleiter Gesundheit und Pilates (2016).
Sein Coming-out hatte Flickinger mit 18 Jahren. Seitdem engagiert er sich in der LGBTQIA*-Community. Mit seiner Kunstfigur Lafayette Diamond wirbt er bei Veranstaltungen für Respekt, Toleranz und Wertschätzung, zum Beispiel bei CSD-Feiern. Er versteht sich nicht als Dragqueen, sondern als Crossdresser.

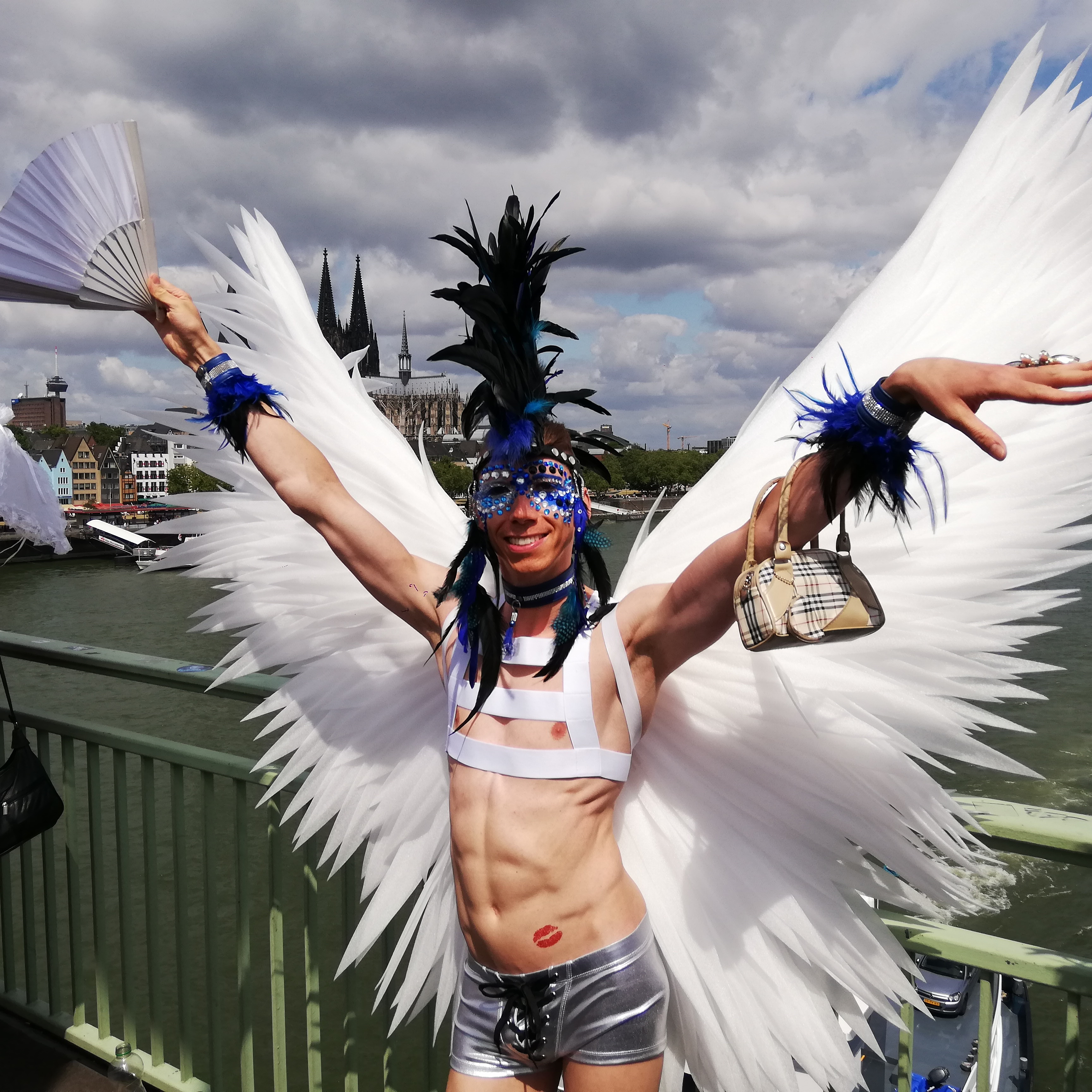
Lafayette Diamond (Cologne Pride 2019)

Manuel Flickinger hatte seinen ersten TV-Auftritt im Frühjahr 2018, als er an der VOX-Datingsendung First-Dates - ein Tisch für zwei teilnahm. Dort wirkte er in der 24sten Folge der ersten Staffel mit. Flickinger nahm im Folgejahr an der Fernsehshow Prince Charming teil, welche 2020 mit dem Grimme-Preis in der Kategorie Unterhaltung ausgezeichnet wurde. Im Oktober 2021 hat Flickinger im Nationaltheater Mannheim beim Schauspiel body* mitgewirkt und hat sich selbst als Aerobic-Trainer und als Lafayette Diamond gespielt. Anfang 2022 nahm er an der 15. Staffel von Ich bin ein Star – Holt mich hier raus! teil und belegte den dritten Platz. Im Januar 2023 stand Flickinger zusammen mit der Diplompsychologin Sonja Tolevski für die Fernsehsendung Hot oder Schrott – Die Allestester das Promi-Spezial vor der Kamera.
Im August 2023 veröffentlichte Manuel Flickinger seine Debüt-Single Prinz Charming nebst Musikvideo. Als Inspiration diente dem Autor Kay Dörfel seine Teilnahme an der Datingshow Prince Charming im Jahr 2019. Im Folgejahr erschienen zudem die Singles Love is Love und Diese Nacht. Ersterer wurde mit einem Musikvideo veröffentlicht.

## Fernsehauftritte (Auswahl)

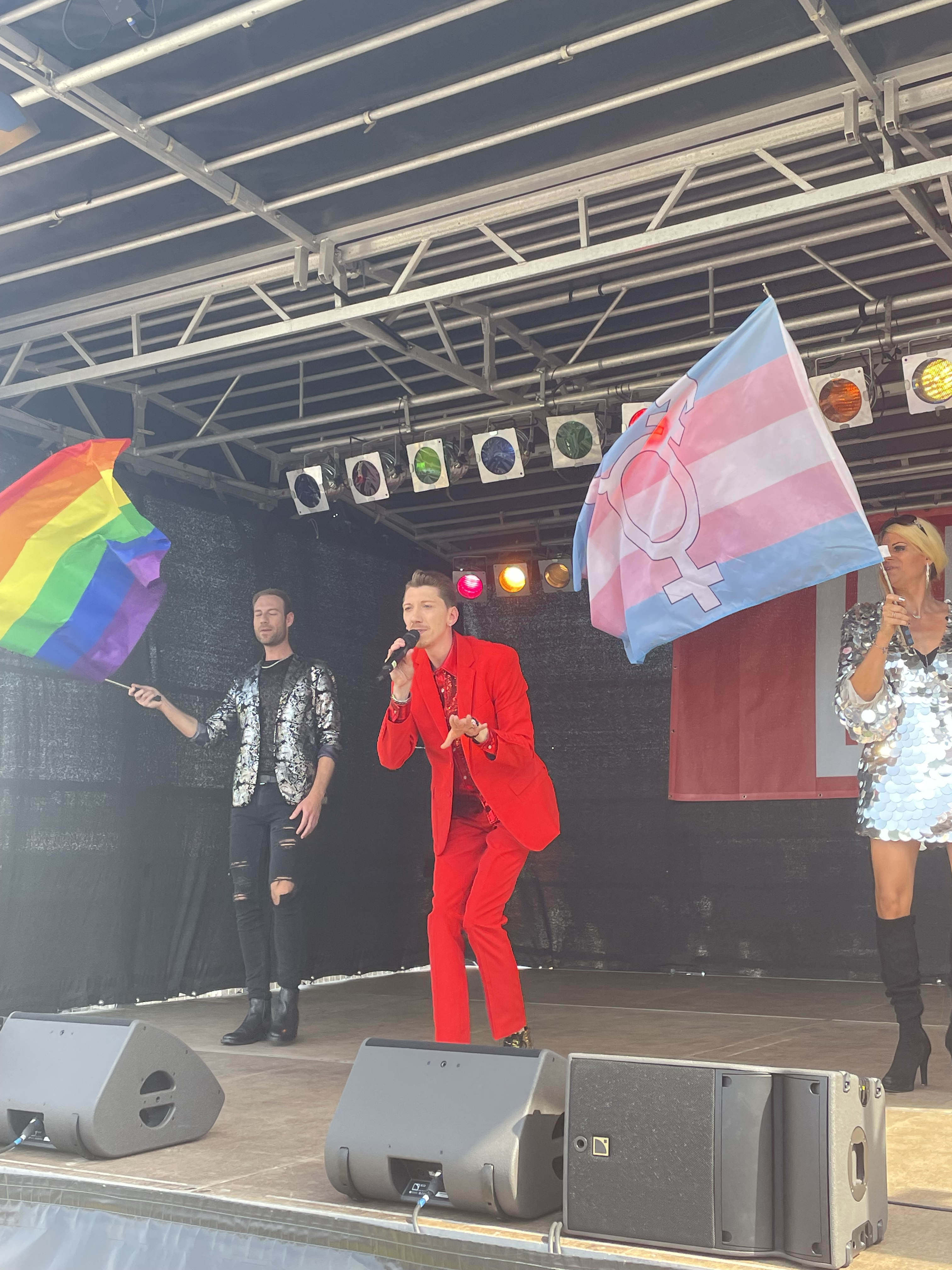
Beim Bildrenntag 2024 präsentierte Manuel Flickinger erstmals seine Single Love is Love

- 2018: First Dates - Ein Tisch für zwei
- 2019: Prince Charming[10]
- 2021: Ninja Warrior Germany Promi-Special[11]
- 2022: Ich bin ein Star – Holt mich hier raus![1]
- 2023: Hot oder Schrott – Die Allestester Promi-Spezial
- 2023: Ich bin ein Star – Die Stunde danach
- 2023: ARD-Buffet: Lebenswege: Lafayette Diamond aka Manuel Flickinger[12]
- 2024: Ich bin ein Star – Die Stunde danach[13]
- 2024: Ich bin ein Star - Die legendäre Stunde danach[14]
- 2025: Ich bin ein Star - Die Halbestunde davor[15]

## Diskografie

### Singles
- 2023: Prinz Charming
- 2024: Love is Love
- 2024: Diese Nacht
- 2025: Musik ganz laut